# 혼네와 다테마에
혼네와 다테마에(일본어: 本音と建前 혼네토타테마에[*])는 무언가에 대한 사람의 감정과 태도의 차이를 나타내는 말이다. 일본인론에서 종종 보이는 말이기도 하다.

## 개요
두가지 단어를 합친 단어로, 개인의 본심과 사회적인 규범에 의거한 의견을 나타내는 말이다. 흔히 본심과 배려, 속마음과 겉 마음으로 불린다. 일본인의 경우 자기 의견을 피력함에 있어서 이 두 가지를 구별하여 사용하기에 익숙하다. 이러한 혼네와 다테마에는 전체의 조화를 위해 개인이 존재한다는 의미인 일본에서는 미덕으로 받아들일 수 있으나, 개인 위주의 삶을 솔직히 살아갈 것을 요구하는 사회에서는 이해하기 어렵기도 하다. 혼네와 다테마에는 일본 내에서도 차이가 있는데, 교토의 경우 속마음을 숨기고, 오사카인들은 솔직하게 말하는 것에 익숙하다.

### 배경
혼네와 다테마에의 생성 배경에 대해서는 여러 가지 의견이 있는데, 무라하치부(村八分)로부터 이어져 왔다는 설이 가장 유력하다. 무라하치부란 일본의 에도 시대에 촌락 공동체 내의 규율 및 질서를 어긴 자에 대해 집단이 가하는 소극적인 제재행위를 가리키는 말로, 무라바나시(村バナシ)나 무라하즈시(村ハズシ) 등으로 불리기도 한다. 하치부라는 뜻은 배척이라는 뜻이다. 당시 촌락 사회에서 무라하치부 당하지 않기 위해서는 불만 등이 있어도 참고 혼네는 숨기고 다테마에로 위장하는 것에 익숙해지게 되었다.

## 해설
혼네(本音)는 어떤 일에 대해 개인이나 집단에 공유되는 의식에 내재된 감정이나 욕구를 포함하는 가치관에 비추어 마음에 품은 것이며, 이는 완전히 자유로운 마음의 작용에 따라서 형성된다. 동의어에는 '진심'을 들 수 있고, 자신에 대한 거짓말을 포함하지 않는다.
다만 이런 혼네는 타인이 요구하는 것과 어긋나거나, 드러냄으로써 비판을 받거나, 소문나면 난처한 경우도 있다. 그래서 대외적으로 표현을 부드럽게 하거나, 노골적으로 비판 받을 만한 곳을 감추는 등 외부용 표현을 제한한다. 그 결과로서 겉으로 드러나는 것이 다테마에(建前)이다.
이 중에는 유교사상에서 '由らしむべし知らしむべからず' (본래 의미는 '국민을 위정자가 정한 방침에 따르게 하는 것은 쉽지만, 그 이유를 완전히 이해시키는 것은 어렵다') 인 채, 오해를 포함한 해석에 관련하여 국회 내각총리대신이 하는 시정 방침 연설에서 종종 다테마에론이 언급된다.
또한 다테마에라는 말은 '건물의 주인인 골조를 만든다'는 것이나, 혹은 그 골조가 완성된 시점에서 행해지는 의식도 가리키고 있지만, 특히 '혼네와 다테마에'에서 다테마에는, 실제적인 의미로 '다테마에(立前)'로도 표기되는 말에서, 행상이나 노점상(시연판매 등)의 상품을 팔 때 하는 말을 가리킨다. 요령 좋은 상인쯤 되면, 그 판로 상에서 있는 것 없는 것을 정말 그럴듯하게 선전하는 의미인데, 결과적으로 기분 좋게 들리게 다른 것이 불쾌하지 않도록 표현이나 내용을 고르고, 또 상품의 결함이나 하자를 말하지 않는 등, 어떤 의미로는 거짓말도 포함할 수 있다.
여전히 다테마에가 혼네와 어긋나는 것이 거짓말의 범주에도 들어가는 것답게, 2013년 3월 15일 방송인 네푸&이모토의 세계순위에서 행해진 세계 39개국 3900명을 대상으로 한 설문조사의 '당신은 거짓말을 자주 합니까?'라는 질문에 대해서, 일본은 세계 4위, 아시아 제일의 거짓말쟁이 나라에 랭크되었다.

### 일본인론에서 '혼네와 다테마에'
전술한대로, 일본적 가치관에 고유한 일본인론에서 사용되는 것이므로, 영어를 비롯한 여러 언어에서도 종종 'Honne and tatemae'라고 표현된다.
구미권에서는 교섭에서 때때로 자신의 요구를 직접적으로 들이대거나, 거기까지 가지 않더라도, 우선 최대한으로 요구를 나타내고, 거기서부터 서로의 요구 중 중요도가 낮은 것을 양보하는 등, 상호 타협점을 찾아가지만, 일본인과의 교섭에서는 우선 서로 다테마에부터 들어가 교섭의 여지를 남기고 이어서 상대의 타협점까지 채워 나가는 것이 이루어진다. 양쪽의 양식이 엇갈리면 혼란이 발생한다.
처음에 최대한의 요구를 들이댄 쪽은 더 요구할 수 없을까 망설이면서 전진해도 어느새 전진시킨 곳이 침식되어 결과적으로 요구대로 되지 않는다. 한편, 다테마에부터 들어간 쪽은 자신은 미리 양보할 수 있는 곳을 명시했는데 일방적으로 요구가 늘어났기 때문에 불공평하다고 생각하고 나아가 부당하다고 간주한다. 이런 혼란은 무역마찰과 같이 극대화 된 현상에도 종종 발생하여 상거래의 장에서도, 혹은 지극히 개인적인 대인관계에서도 혼란을 일으킨다.
이른바 '고졸기 미소' (원래 고졸기 미술에서 보이는 미소짓는 표정)라고 불리는 일본인에게 특유의 '애매한 미소'는, 표정에서의 다테마에다. 이 미소는, 속으로 상대에게 반감이나 분노를 느낀다고 해도 무너지지 않는다. 그로 인해 그런 줄 모르고 매너를 침범한 쪽이 상대가 이 미소를 끊지 않기 때문에 용서 받았다고 오해하고 나중에 알력을 일으키기도 한다.

## 같이 보기
- 스마일 마스크 증후군
- 양가감정
- 페르소나 (심리학)
- 분열 (심리학)
- 더블 스탠더드

## 참고 문헌
- 『表と裏』土居健郎（弘文堂）、1985年、ISBN 4-335-65055-8
- 『菊と刀』ルース・ベネディクト、1946年
- 『「甘え」の構造』 土居健郎（弘文堂）、1971年、ISBN 978-4335651069
- 『続「甘え」の構造』土居健郎（弘文堂）ISBN 978-4335651052